# Ибн Фундук
Абу́-ль-Ха́сан ‘Али́ ибн Зейд Байха́ки, известный также как Ибн Фундук (араб. ابن فندق‎; 1100—1169) — персидский историк, автор сочинения Тарих-и Бейхак (1168).

## Биография
О жизни Абуль-Хасана Байхаки ничего не известно ни из его собственного труда, ни из других источников. О своей семье он сообщает, что его предок Абу Сулейман Фундук был приглашён султаном Махмудом Газневи и его везиром Абу-ль-Хасаном Мейменди из Сивара близ Буста в Нишапур в качестве кадия и муфтия. Позднее, после того как ушёл с поста, он приобрёл имение в округе Бейхак. Отец историка родился 1 шавваля 447 года хиджры/24 декабря 1055 года и умер 27 джумада II 517 г. х./23 августа 1123 года; он провёл 20 лет в Бухаре. Сам Абу-ль-Хасан Бейхаки в сафаре 543 г. х./21 июня — 19 июля 1148 года находился при дворе сельджукского султана Санджара, который в то время получил письмо с вопросами, очевидно, религиозного характера, на арабском и сирийском языках от грузинского царя Деметре I. Бейхаки было поручено ответить на это письмо на тех же двух языках, и он весьма успешно выполнил свою задачу.
Из трудов Абу-ль-Хасана сохранился только «Та’рих-и Бейхак», посвященный его родному округу Бейхак в Хорасане и оконченный 4 или 5 шавваля 563 года хиджры/12 июля 1168 г. До сих пор[когда?] не известно ни одной рукописи упомянутого у Хаджи Халифы его арабского труда по всеобщей истории, который носил название «Машариб ат-таджариб ва гавариб аль-гара’иб». Цитаты из него имеются у Ибн аль-Асира и в «Та’рих-и джахангушай» Джувейни. Согласно Джувейни, сочинение было продолжением (зайл) «Таджариб аль-умам» Ибн Мискавейха. Несомненно, заглавие содержит намёк на последний труд. Несмотря на это, сам автор в "Та’рих-и Бейхак" называет «Машариб ат-таджариб» продолжением «Та’рих-и Йамини» Утби.
«Та’рих-и Бейхак» содержит подробные известия о географических условиях округа Бейхак, о налогах, которые в нём взимались, об отдельных правителях и наместниках, о родившихся в Бейхаке людях, которые отличились своей религиозной или литературной деятельностью. Отдельные известия из него приведены В. В. Бартольдом в работе «Туркестан в эпоху монгольского нашествия».